# Ernst von Gemmingen-Hornberg (Komponist)

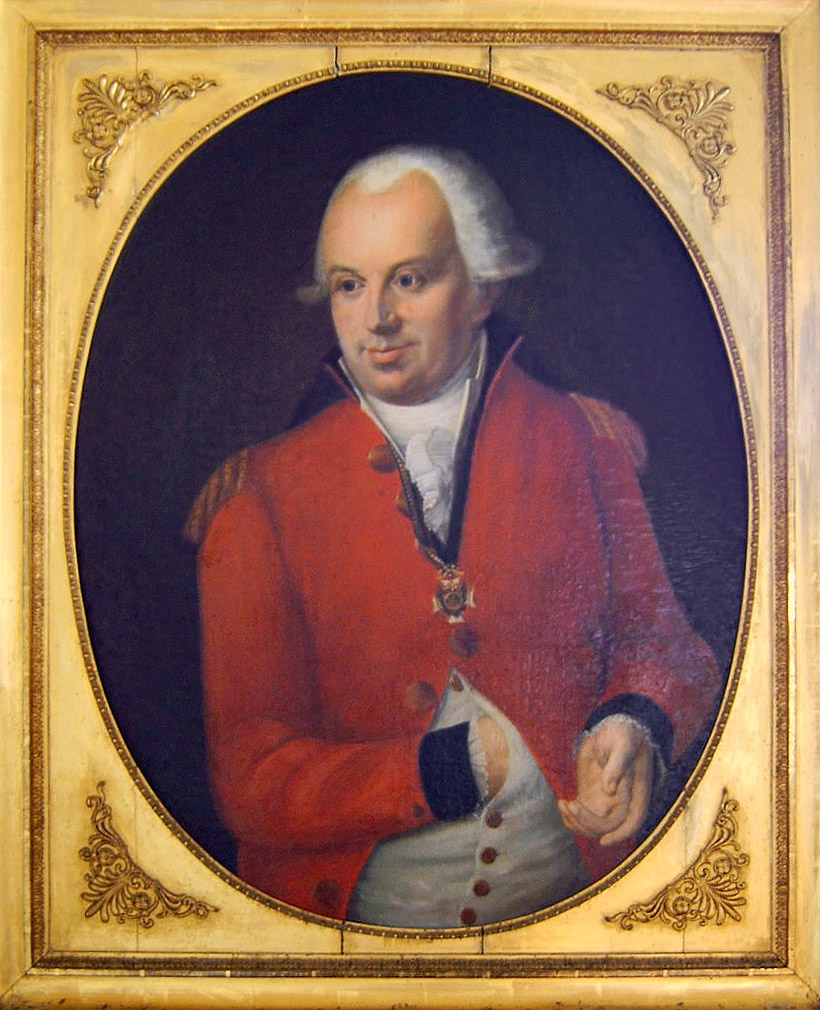
Ernst von Gemmingen-Hornberg

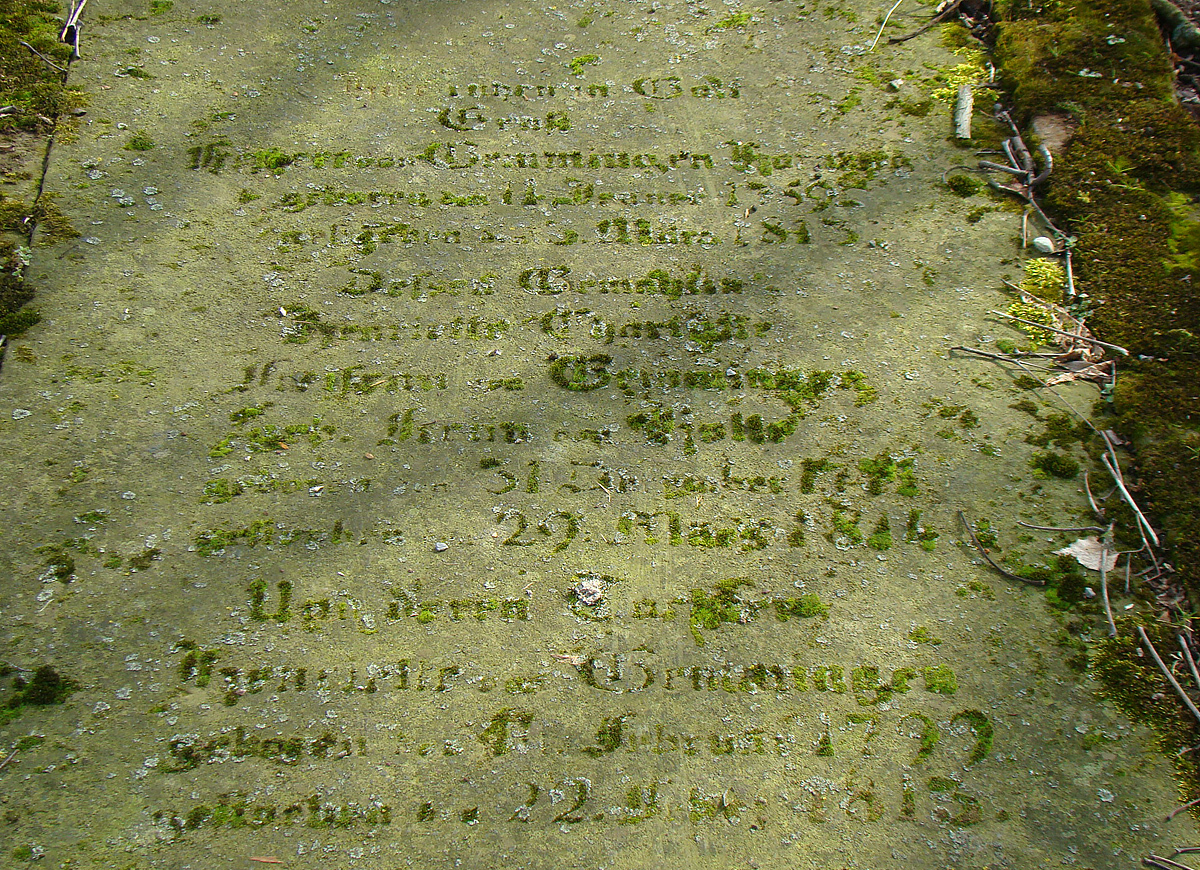
Grabstein von Ernst von Gemmingen-Hornberg sowie seiner Frau Henriette († 1814) und Tochter Henriette († 1813) auf dem Friedhof in Angelbachtal-Michelfeld

Ernst von Gemmingen-Hornberg (* 11. Februar 1759 in Celle; † 3. März 1813 in Mannheim) war ein deutscher Komponist, Diplomat und letzter Direktor des Ritterkantons Kraichgau. Er entstammt dem Geschlecht der Herren von Gemmingen.

## Leben
Ernst von Gemmingen wurde am 11. Februar 1759 in Celle als Sohn des königlich großbritannischen und kurhannöverischen Oberappellationsgerichtsrats und Gerichtsvizepräsidenten Ludwig von Gemmingen-Hornberg (1694–1771) geboren. Er wuchs überwiegend in Heilbronn auf und wurde nach dem Tod seines Vaters von seiner Mutter erzogen. Laut Familienchronik hatte er „besondere Anlagen für die Musik, und zwar war es die Violine, auf der er bedeutende Fähigkeiten erlangte“.
In den Jahren 1777 bis 1781 studierte er an der Göttinger Universität, danach folgten Reisen und Aufenthalte in Frankreich, England, Schottland und den Niederlanden. Schließlich trat er in die Dienste des Markgrafen Karl Alexander von Brandenburg u. a. als Direktor der Hofmusik. 1786 übte er eine diplomatische Tätigkeit in Berlin aus, gefolgt von einem längeren Aufenthalt in Heilbronn. Hier heiratete er 1792 Henriette von Holle (1771–1814), mit der er sechs Kinder hatte. Als Besitzer der Burg Hornberg und Schlossherr in Neckarzimmern wurde er 1795 zum Ritterdirektor des Kantons Kraichgau gewählt und blieb dies bis zur Auflösung des Kantons. Nach der Reichsauflösung 1806 verlegte er seinen Wohnsitz nach Mannheim und verstarb dort am 3. März 1813. Er ist auf dem Friedhof in Angelbachtal-Michelfeld bestattet, wo das Grabmal für ihn, seine Frau Henriette und die 1813 verstorbene gleichnamige Tochter Henriette erhalten ist.

## Musikalisches Werk
In seine Heilbronner Zeit nach 1790 fällt die Komposition seines ersten und zweiten Violinkonzertes. Danach folgten das Dritte im Jahr 1800 und das Vierte 1802. Durch seinen etwa gleichaltrigen Onkel und engen Mozartfreund Otto Heinrich von Gemmingen-Hornberg (1755–1836) lernte er Mozart kennen und soll ebenfalls mit ihm befreundet gewesen sein. Auch war er von ihm musikalisch beeinflusst, was ihm zu Lebzeiten den Namen „Mozart des Neckartales“ eingebracht habe. Zusammen mit Johann Andreas Amon prägte er um 1800 das rege Musikleben der Reichsstadt Heilbronn. Später gerieten seine Werke jedoch in Vergessenheit. Erst 1994 wurden überraschend in der weitgehend von ihm stammenden Musikbibliothek im Archiv der Burg Hornberg, welche von der Fachwelt oft mit Begriffen wie „beeindruckend“ oder „beachtlich“ belegt wird, vier autografe Partituren von Ernst von Gemmingen-Hornberg entdeckt. Diese weisen ihn als kenntnisreichen und gewandten Komponisten mit formalem Können und melodischem Einfallsreichtum aus, obwohl von einer professionellen Musikausbildung nichts bekannt ist. In ihren geigerischen Ansprüchen sind seine Werke mit den Konzerten von Giovanni Battista Viotti vergleichbar. Über eventuelle weitere vollständige Kompositionen von ihm ist bis heute nichts bekannt. Jedoch ließ wohl sein Sohn Ernst bereits im Alter von 12 Jahren die heimische Fachwelt mit eigenen Kompositionen aufhorchen.

## Familie
Er war ab 1792 mit Henriette von Holle (1771–1814) verheiratet. Der Ehe entstammten sechs Kinder:
- Ludwig (1793–1858) ⚭ Arsene d’Amelot-le-Flammand († 1866)
- Ernst (1794–1838) ⚭ Charlotte Horneck von Weinheim (1800–1863)
- Henriette (1799–1813)
- Amalie (1801–1865) ⚭ August Karl Franz Johann von Gemmingen-Gemmingen (1792–1870)
- Friederike (1803–1866) ⚭ Wilhelm von Edelsheim
- Franziska (1809–1847) ⚭ Friedrich Wilhelm Ludwig Böcklin von Böcklinsau (1803–1873), badischer Offizier und Majoratsherr